# إدوين هيوز
إدوين هيوز (بالإنجليزية: Edwin Hughes)‏ (30 نوفمبر 1885 في المملكة المتحدة - 17 أبريل 1949 في المملكة المتحدة) هو لاعب كرة قدم بريطاني (وحمل سابقاً جنسية المملكة المتحدة لبريطانيا العظمى وأيرلندا) في مركز الدفاع. شارك مع منتخب ويلز لكرة القدم. أما مع النوادي، فقد لعب مع مانشستر سيتي ونادي ريكسهام ونوتينغهام فورست وWrexham Victoria F.C. ‏.

## وصلات خارجية
- إدوين هيوز على موقع قاعدة بيانات كرة القدم.إي يو (الإنجليزية)